# Mónica Molina
Mónica Molina Tejedor (Madrid, 24 gennaio 1968) è una cantante spagnola, figlia del cantante Antonio Molina, dal quale si distingue per lo stile mediterraneo dei suoi album. Il suo album di debutto, Despedida, distribuito dalla Virgin, diviene un successo commerciale in Spagna vendendo oltre 50 000 copie.

## Discografia
Album in studio
- 1999 - Despedida
- 2000 - La Bostella (con Esperanza Gustino et son orchestre, Roudoudou e Perez Pilar & son orchestre)
- 2001 - Vuela
- 2003 - De Cal y Arena
- 2006 - A Vida
- 2012 - Mar Blanca (En Memoria A Antonio)

Raccolte
- 2009 - Autorretrato